# Đài phun nước Neptune, Gdańsk
Đài phun nước Neptune - là một đài phun nước lịch sử ở Gdańsk, Ba Lan, được xây dựng theo sáng kiến của Thị trưởng Bartholomäus Schachmann và chính quyền địa phương. Đài phun nước được đặt tại Chợ Dài, trước lối vào Tòa án Artus. Người Kashubians sử dụng biệt danh Krësztof cho tác phẩm điêu khắc này.

## Lịch sử
Vào năm 1549, có một cái giếng nằm ở lối vào của Tòa án Artus, cái mà có thể đã được trang trí bằng những mảnh kim loại. Giếng nằm gần Motława.
Chính quyền địa phương Danzig (Gdańsk), cùng với Thị trưởng Bartholomäus Schachmann muốn dựng một đài phun nước mang tính nghệ thuật hơn tại đó. Người thợ đầu tiên nhận được lời đề nghị để hoàn thành dự án này là Jakob Kordes từ Lübeck, nhưng không rõ vì lý do gì mà kế hoạch của ông không được chấp nhận. Đài phun nước mới dự định được xây dựng ở trước Tòa án Artus. Nhìn từ Cổng Xanh (Green Gate), đài phun nước này sẽ đứng trước tòa thị chính, rẽ vào phố Long Lane. Tượng Hải Vương - vị thần của biển - được đặt quay mặt về phía nơi ở của các vị vua Ba Lan. Trong khi các vị vua này ở Danzig, tượng vị thần trong thần thoại cúi đầu trước họ. Đài phun nước phải có máy bơm ngầm nối liền với Potok Siedlecki bên chợ Sienny. Tuy nhiên, áp lực nước theo thiết kế của dự án này là quá thấp.

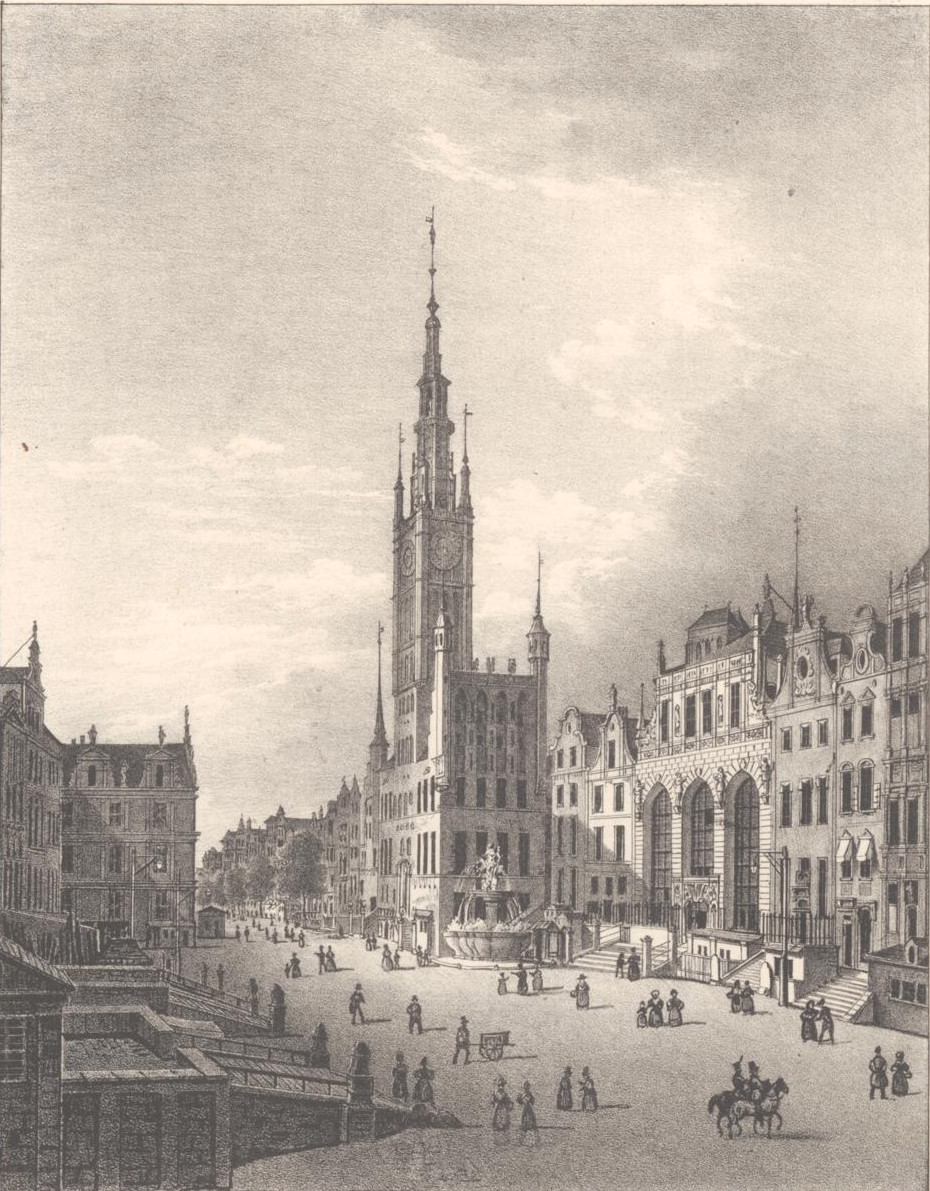
Đài phun nước Hải Vương và quang cảnh xung quanh vào năm 1838.

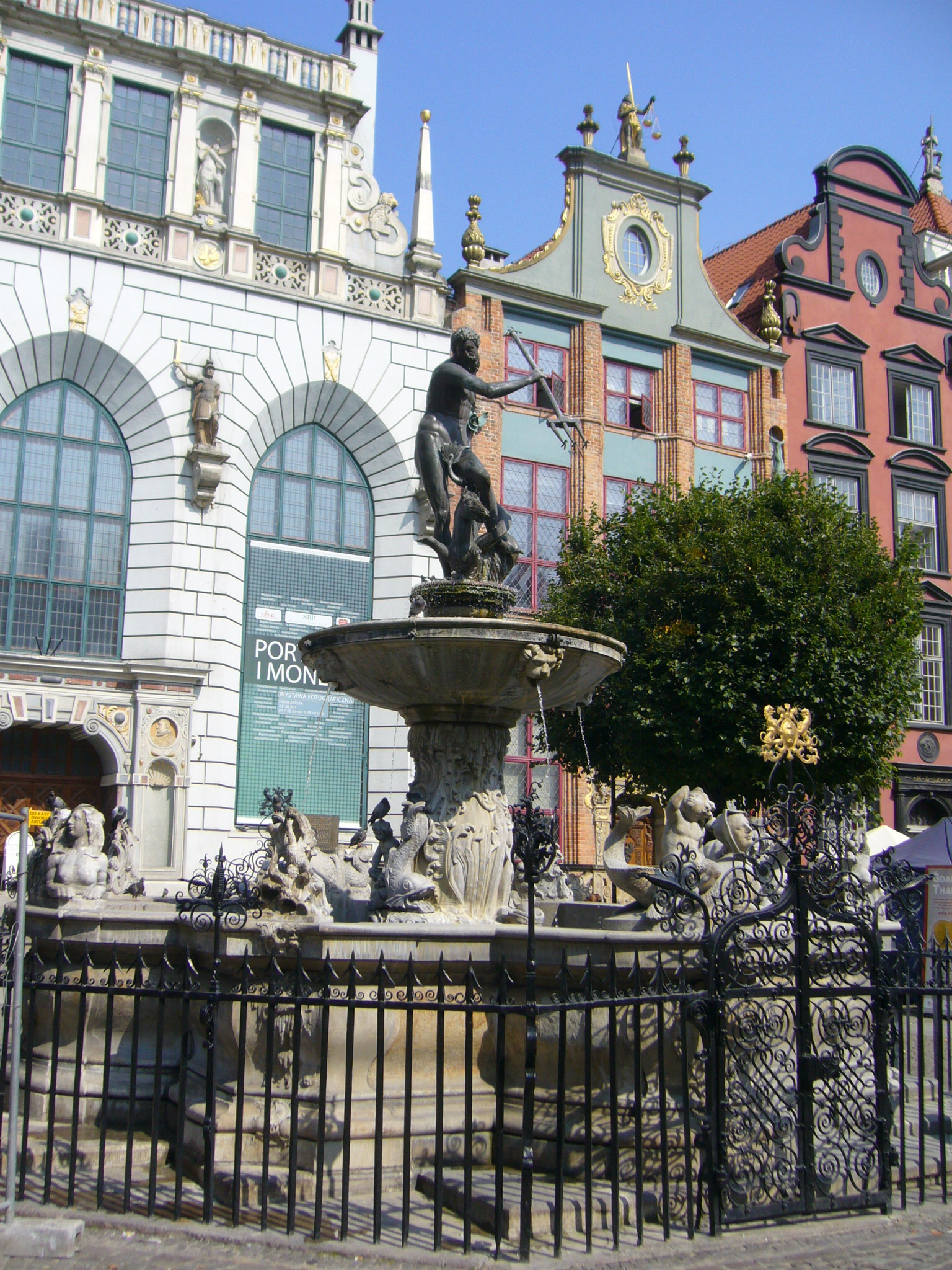
Đài phun nước Hải Vương trước Tòa án Artus

Từ năm 1606 đến 1615, đã có các dự án đang chờ xử lý, điêu khắc và đúc. Dự án điêu khắc được thực hiện bởi Abraham van den Blocke (1572 -1628), với bức tượng được làm bởi nghệ sĩ theo trường phái Flăng- đrơ - Peter Husen. Tác phẩm điêu khắc được đúc từ đồng vào năm 1615 bởi Gerdt Benning. Khối lượng đồng để đúc được bức tượng này là 650 kg. Đường ống của công trình này được làm từ đá núi lửa đen. Các đặc điểm kiến trúc của đài phun nước mang hơi hướng phong cách Flăng- đrơ (Flemish). Việc lắp đặt nước được thực hiện bởi Ottomar von Wettner, với hệ thống nước được thiết kế bởi Adam Wybe. Các bể chứa nước được đặt trên tầng thượng của Tòa thị chính và Tòa án Artus. Cho đến nửa sau của thế kỷ XIX, khi hệ thống nước ngầm được hiện đại hóa, đài phun nước chỉ hoạt động vài ngày trong năm.
Trước đây, đài phun nước được sơn màu. Công trình này được đưa vào hoạt động vào ngày 9 tháng 10 năm 1633, chậm hơn so với dự tính ban đầu do gặp nhiều gián đoạn: Tòa án Artus tu sửa; vấn đề áp lực của hệ thống nước; Chiến tranh ba mươi năm; và cái chết của Abraham van den Blocke. Lễ khánh thành hoạt động chính thức của đài phun nước diễn ra vào ngày 23 tháng 3 năm 1634. Trong khoảng thời gian từ năm 1757 đến 1761, Johann Karl Stender đã thêm những chi tiết trang trí mới cho đài phun nước và nâng cấp hệ thống ống dẫn nước. Thợ rèn bậc thầy Jakob Barren đã tái tạo và thay thế tấm lưới vỡ. Đây là khi đài phun nước mang phong cách kiến trúc rococo.
Năm 1927, đài phun nước được tu sửa lại. Do bị bị hư hại trong Thế chiến II, bức tượng Hải Vương được chuyển đến Parchau (Parchów), gần Beuthen (Bytów). Sau Thế chiến II, tháp phun nước đã được cải tạo và đưa vào hoạt động vào ngày 22 tháng 7 năm 1957. Năm 1988, như một phần của công trình cải tạo, bộ phận sinh dục của bức tượng được phủ bằng một chiếc lá vả. Việc cải tạo toàn bộ đài phun nước đã diễn ra trong khoảng thời gian từ tháng 9 năm 2011 đến tháng 4 năm 2012.